# Al-Hoseyma
Al-Ḥoseyma (in berbero ⵍⵃⵓⵙⵉⵎⴰ / ⵜⴰⵖⵣⵓⵜ / ⵜⵉⵊⴷⵉⵜ Lḥusima / Taɣzut / Tijdit; in arabo الحسيمة‎?), chiamata dai suoi abitanti Biya (Alhucemas in spagnolo e Al Hoceïma in francese, per antico retaggio colonialistico) è una città portuale del Marocco nel Mediterraneo ed è una delle principali città della regione montuosa del Rif, capoluogo dell'omonima provincia, nella regione di Tangeri-Tetouan-Al Hoceima.
Al-Ḥoseyma si trova nelle vicinanze di Ajdir, la città in cui nacque il leader guerrigliero Abd el-Krim. È situata nel territorio della tribù berbera Ayt Wayaɣer del Rif.

## Etimologia
Secondo alcuni studiosi, Al Hoseyma è una versione arabizzata di una parola spagnola (Alhucemas – che significa "lavanda"), derivata dal termine arabo andaluso al-Khuzāmā. Dopo l'indipendenza, il governo marocchino stabilì un nome arabizzato per Alhucemas, dando vita ad Al-Hoceïma, seguendo l'ortografia francese standard. Alcuni, come l'autore dell'enciclopedia spagnola Espasa-Calpe, dicono che Alhucemas è una corruzione di al-Mazimma.

## Storia
I berberi resistettero fieramente sia alle incursioni degli spagnoli, sia a quelle dei francesi in Marocco. Tuttavia i berberi non riuscirono a consolidare il loro potere, a causa del loro endemico tribalismo e delle loro ataviche contrapposizioni. La Grande Rivolta del 1912 contro il dominio francese fu un completo fallimento, a causa dell'effimera durata delle alleanze intertribali.
Un solo "signore tribale della guerra", Muḥammad ʿAbd el-Krīm, divenne capo dei berberi nel Rīf. Essendo riuscito a creare una struttura unificata di comando, Muḥammad ʿAbd el-Krīm respinse gli spagnoli ai loro avamposti costieri, poi cominciò ad attaccare le forze francesi, nel tentativo di creare uno Stato indipendente con una sua organizzazione formale amministrativa e militare.
Alla fine del 1925, i francesi e gli spagnoli crearono una forza congiunta d'intervento di circa mezzo milione di uomini, con centinaia di carri armati Renault FT e aeroplani. Essi attaccarono i territori della neo-costituita repubblica fra cui al-Ḥoseyma, allora nota col nome di Villa Sanjurjo, così chiamata a causa del generale che sbarcò qui durante la rivolta del Rif che fu condotta dal patriota ʿAbd al-Karīm al-Khaṭṭābī contro il colonialismo spagnolo e francese in Maghreb, sottoponendoli a massicci bombardamenti, mentre gli spagnoli fecero anche uso di armi chimiche di fabbricazione germanica. La Repubblica del Rif non aveva la minima possibilità di resistere e collassò nel maggio del 1926. Elementi guerriglieri degli abitanti del Rif proseguirono nelle loro azioni militari fino al 1927.
Gruppi di intellettuali francesi denunciarono lo smaccato imperialismo delle classi di governo, mentre analoghe manifestazioni non si ebbero in Spagna.
Numerosi cittadini spagnoli si stabilirono in città nel corso degli anni del protettorato spagnolo. La stragrande maggioranza di questi immigrati era originaria dell'Andalusia, in particolare dalle province di Cadice e di Malaga. Erano in gran parte commercianti o artigiani e convivevano negli stessi quartieri dei marocchini. Nel 1945 risiedevano a Al-Hoseyma 5.463 spagnoli, componenti circa la metà della popolazione della città. La maggior parte della comunità abbandonò la città in seguito all'indipendenza del Marocco, negli anni 1950.

## Altri dati
La città e i villaggi circostanti sono stati colpiti da 2 rilevanti terremoti negli ultimi venticinque anni, il primo di magnitudo 6,0 della scala Richter il 26 maggio 1994 e il secondo di magnitudo 6,4 il 24 febbraio 2004, nel corso del quale più di 560 persone sono morte. La città fino ai primi anni '90 era frequentata da molti turisti a causa dell'hashish (localmente chiamato kif, lett. "narcotico") che vi si coltivava, ufficialmente per uso medico, nella discreta tolleranza assicurata dal governo, in considerazione dell'estrema povertà della popolazione.
Per quanto riguarda i trasporti, ad al-Hoseyma c'è un aeroporto (Cherif Al Idrissi) oltre a molti traghetti che partono durante la settimana per Almería, in Spagna

## Galleria d'immagini

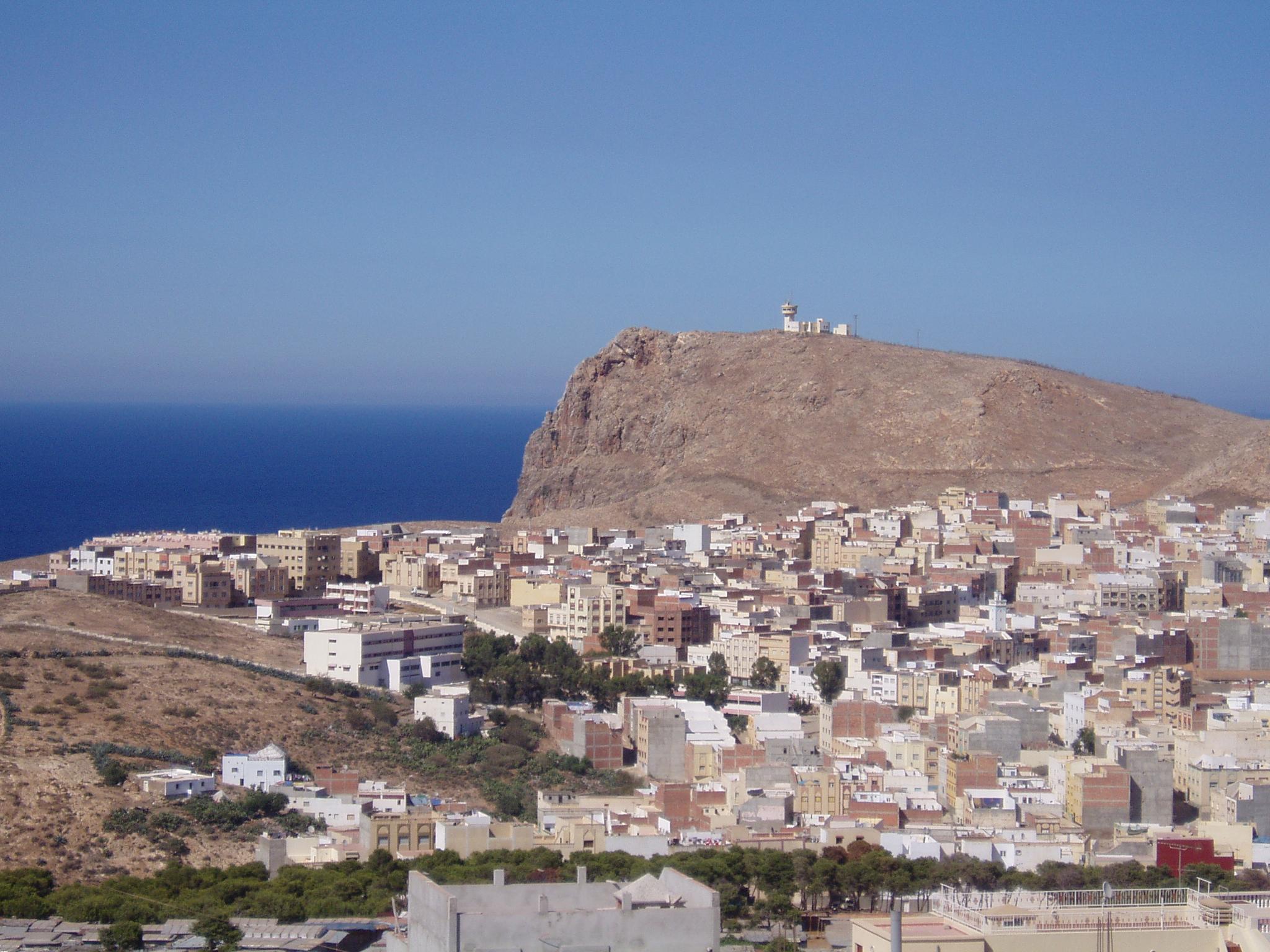
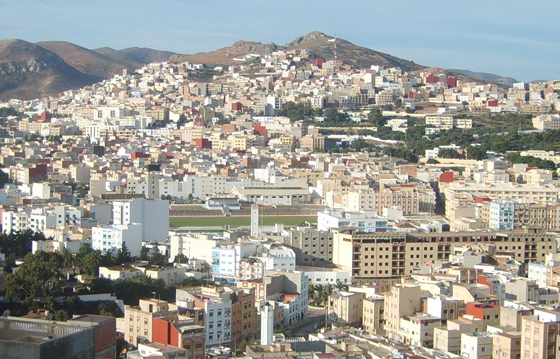
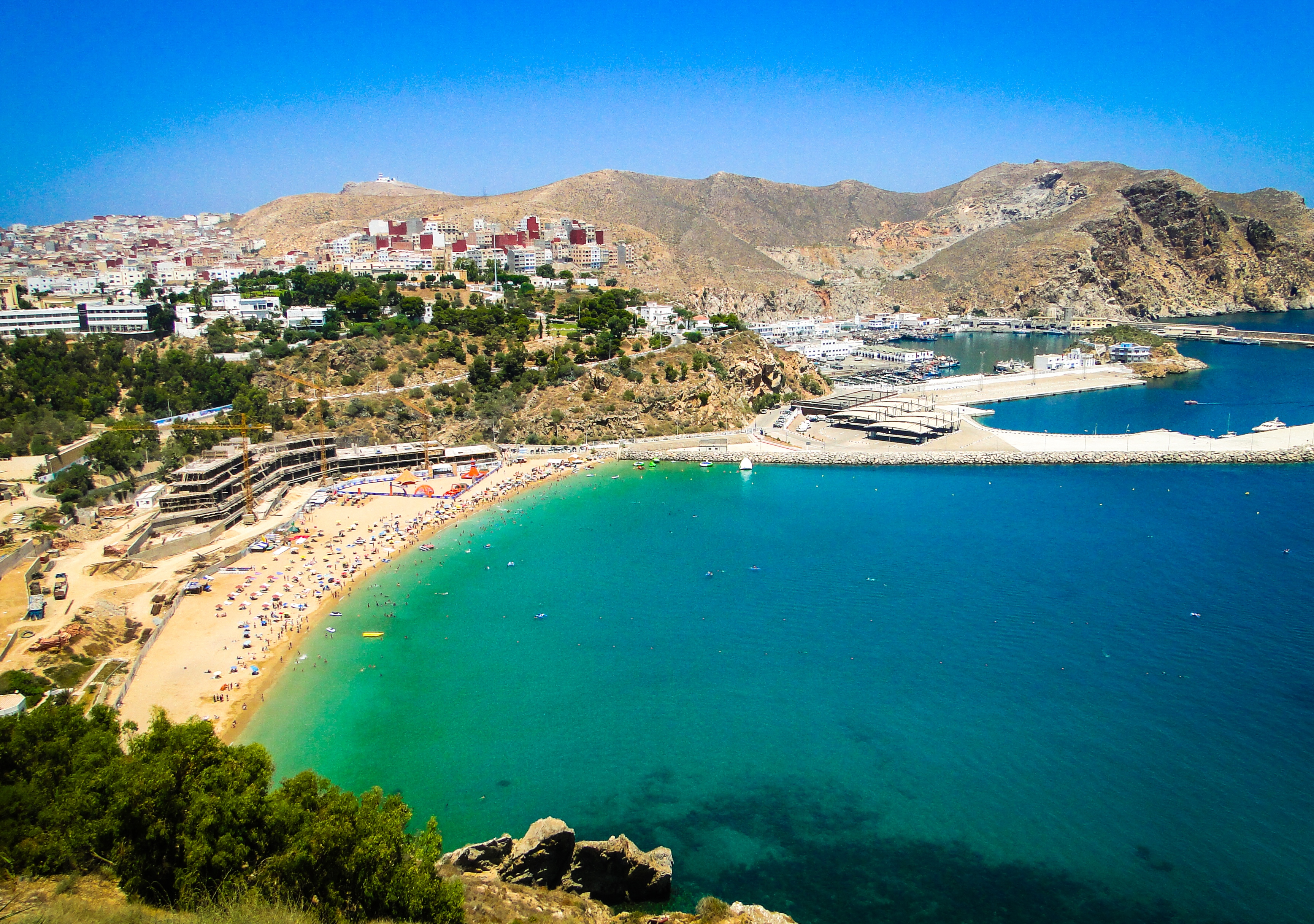
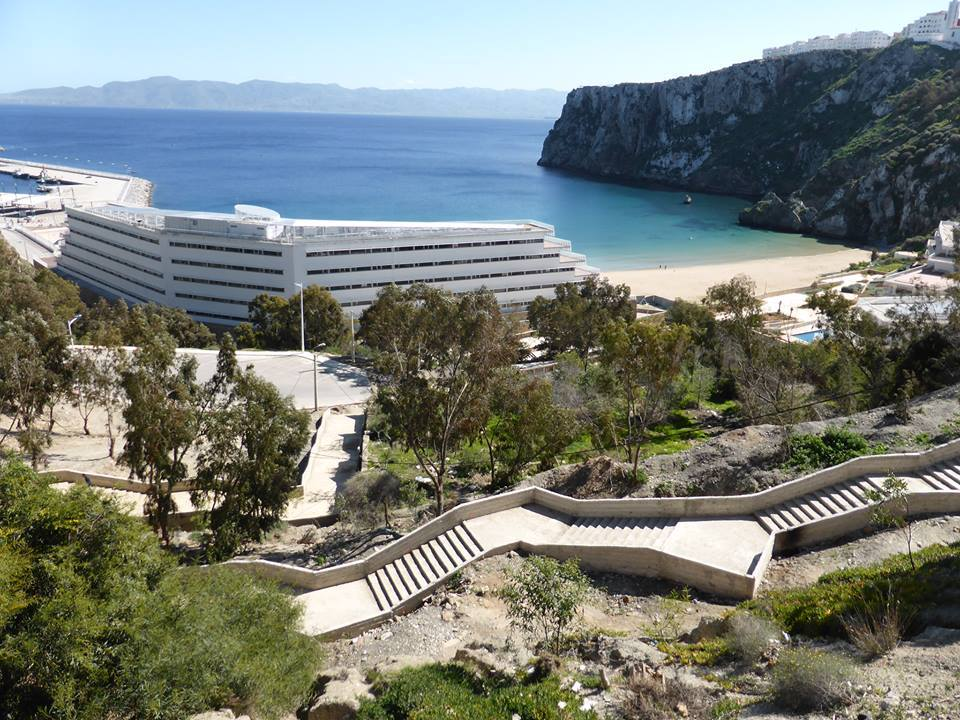
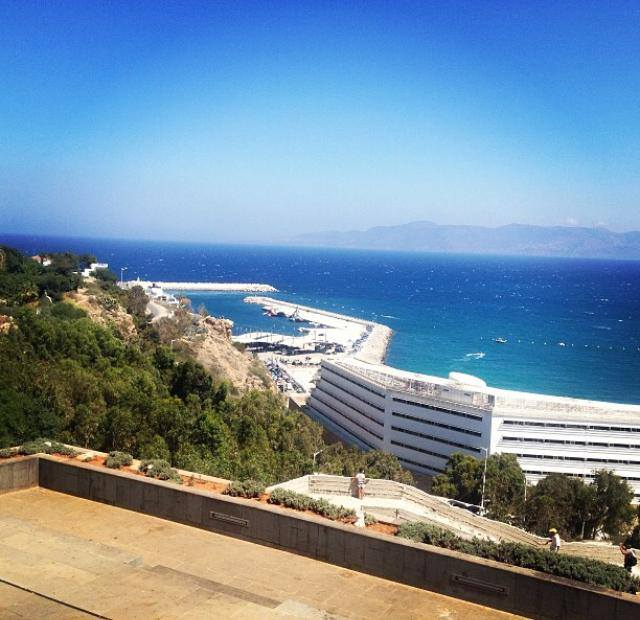
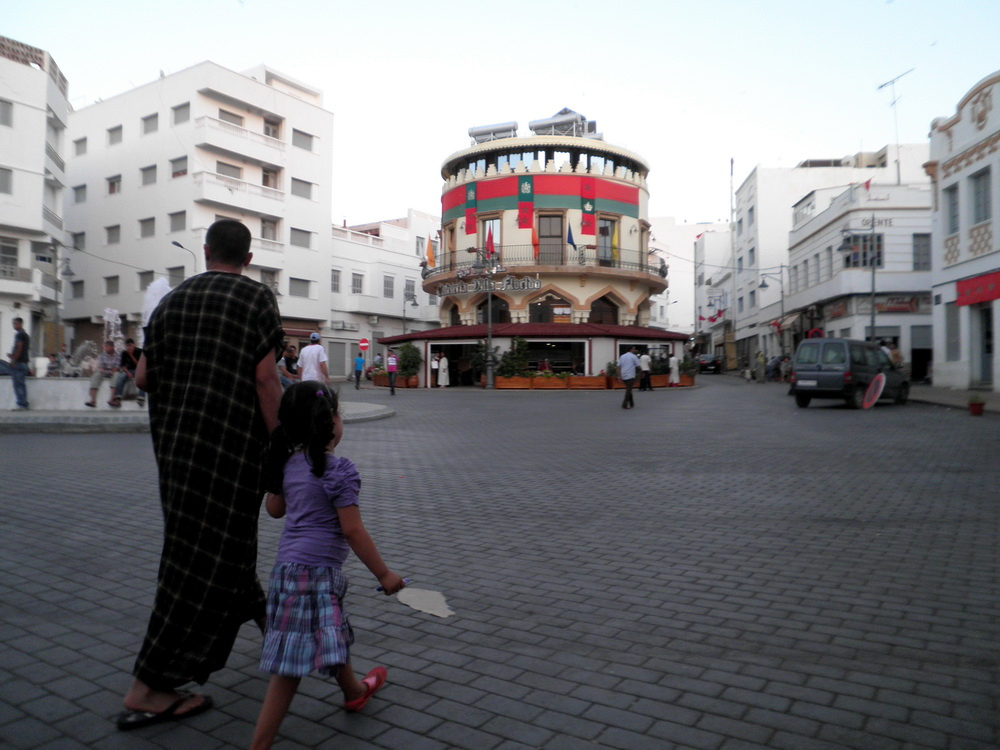
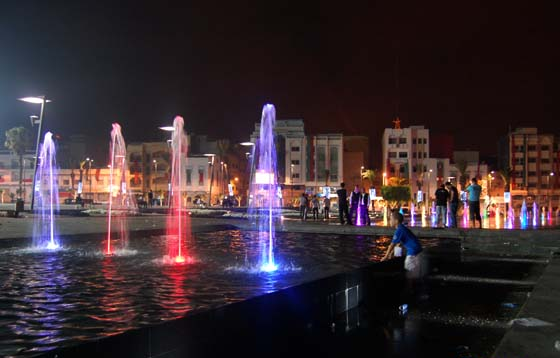
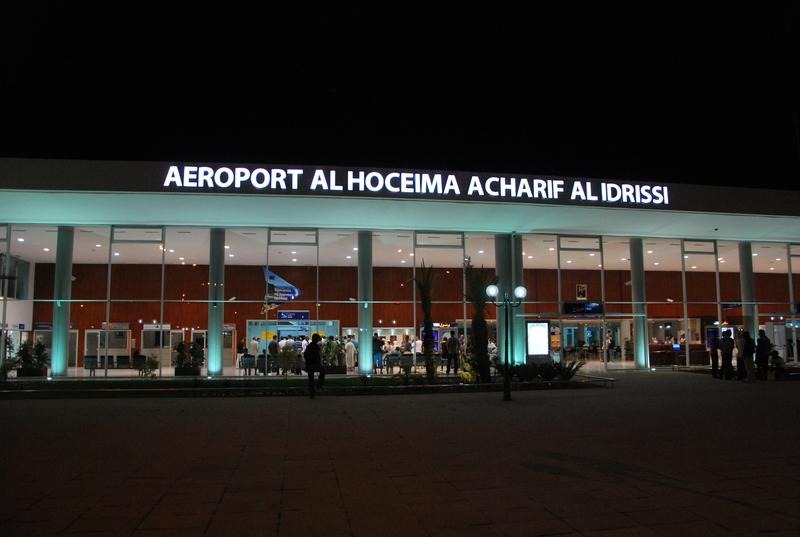

## Amministrazione

### Gemellaggi
- Almuñécar
- L'Aia
- Tuzla